# Buckower Kleinbahn
Buckower Kleinbahn – normalnotorowa (pierwotnie wąskotorowa) kolej muzealna (pierwotnie publiczna) w Niemczech (Brandenburgia, Szwajcaria Marchijska), łącząca stację Müncheberg na Kolei Wschodniej z miejscowością Buckow. Ma długość 4,9 km.

## Historia
Kolej powstała w 1897 jako wąskotorowa ze stacji Dahmsdorf-Müncheberg (obecnie Müncheberg) do Buckow. W 1906, mniej więcej w połowie trasy, zbudowano przystanek Waldsieversdorf. W maju 1930 linia została przekuta na normalnotorową i zelektryfikowana prądem stałym o napięciu 800 woltów (w 1980, po przebudowie taboru, napięcie zostało obniżone do 600 woltów). W 1945, z uwagi na zniszczenia w walkach o Berlin, ruch został wstrzymany. Ponownie uruchomiono go w 1946 trakcją parową, a w 1947 przywrócono trakcję elektryczną. W 1965 wstrzymano na linii ruch towarowy. W 1981 odnowiono tabor, a w 1992 powstało Stowarzyszenie Kolejowe Szwajcarii Marchijskiej. Jego celem było utrzymanie ruchu i stworzenie muzeum kolejowego. Od 23 maja 1993 zastąpiono pojazdy elektryczne spalinowymi. W 1998 Deutsche Bahn wstrzymały na trasie ruch osobowy. W 1999 powstało Stowarzyszenie Sponsorskie Bukowskiej Kolei Muzealnej, które zajęło się pozyskiwaniem środków na wznowienie ruchu. W 2000 rozpoczęto prace renowacyjne, a w 2002 ponownie uruchomiono przewozy, już w formie kolei muzealnej.

## Trasa
Trasa kolei przechodzi przez tereny obfite w lasy i jeziora, a przy tym pofałdowane (polodowcowy Płaskowyż Barnimski), co decyduje o jej atrakcyjności turystycznej.
Kolejne stacje na linii to (poczynając od linii Kolei Wschodniej): Müncheberg, Waldsieversdorf, Buckow.

## Tabor
Obecnie w ruchu pozostaje następujący tabor:
- 3 x ET 479.6 i ES 879.6 (ehm. ET/ES 279.0 /188.5),
- 1 x Kö – 98 80 3 310 634-5 D-MBBKB – 100 634-5 Lok 1,
- 1 x V 22 – 98 80 3 312 047-4 D-MBBKB Lok 3,
- 2 x EL 4 Lok 14 oraz 15 (wypożyczony na stałe ze Strausberger Eisenbahn),
- 1 x BDe 4/4 ex[5].

Ponadto pojazdami technicznymi są:
- 1 x SKL 24,
- 1 x SKL 25,
- wózek z 1908[5].

## Galeria

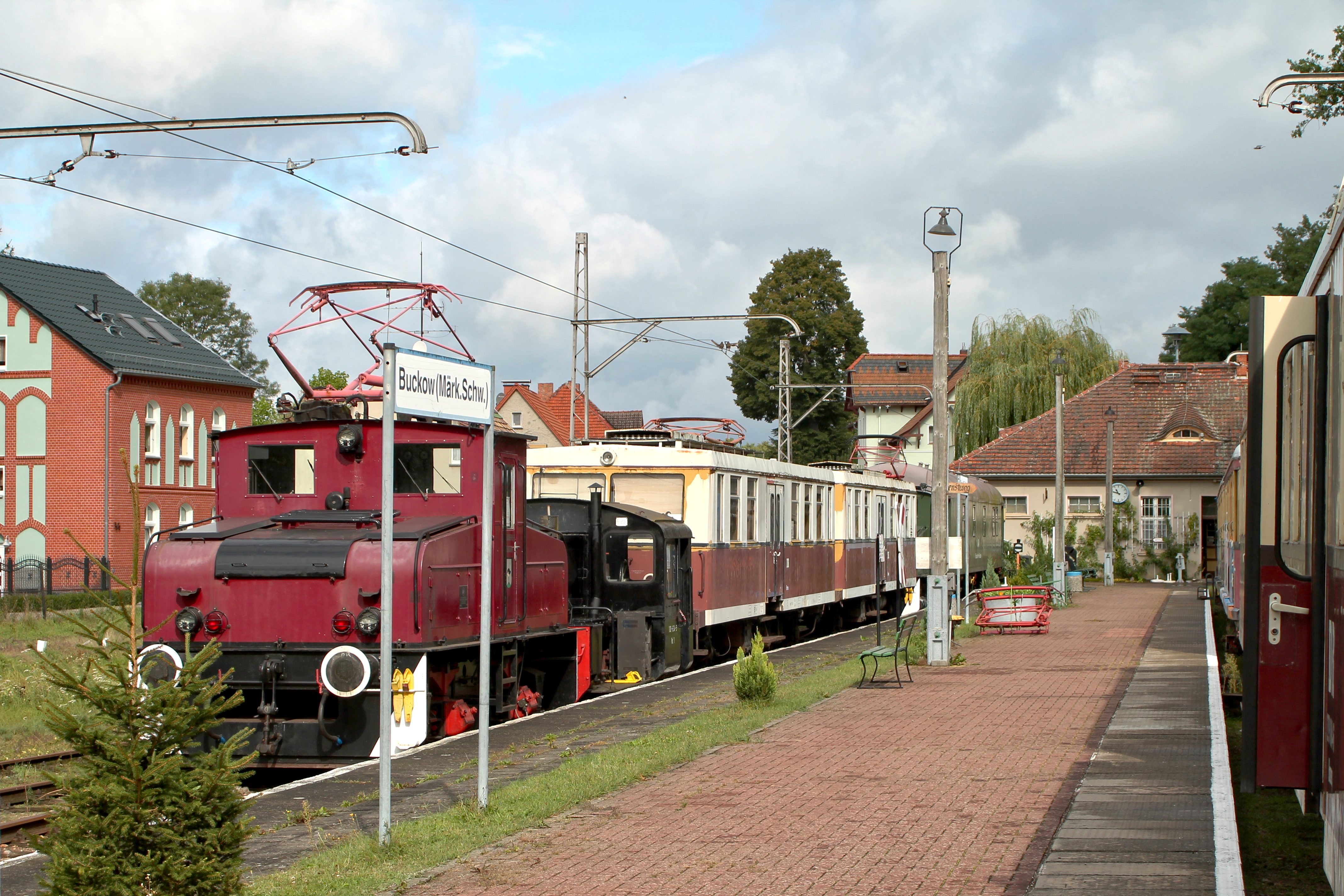
Dworzec w Buckow (lokomotywa EL 4)
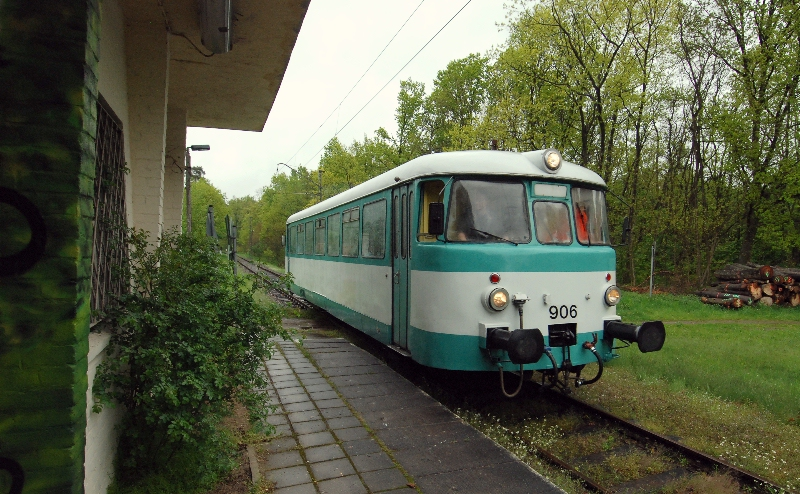
Przystanek w Waldsieversdorf (MAN-VT)
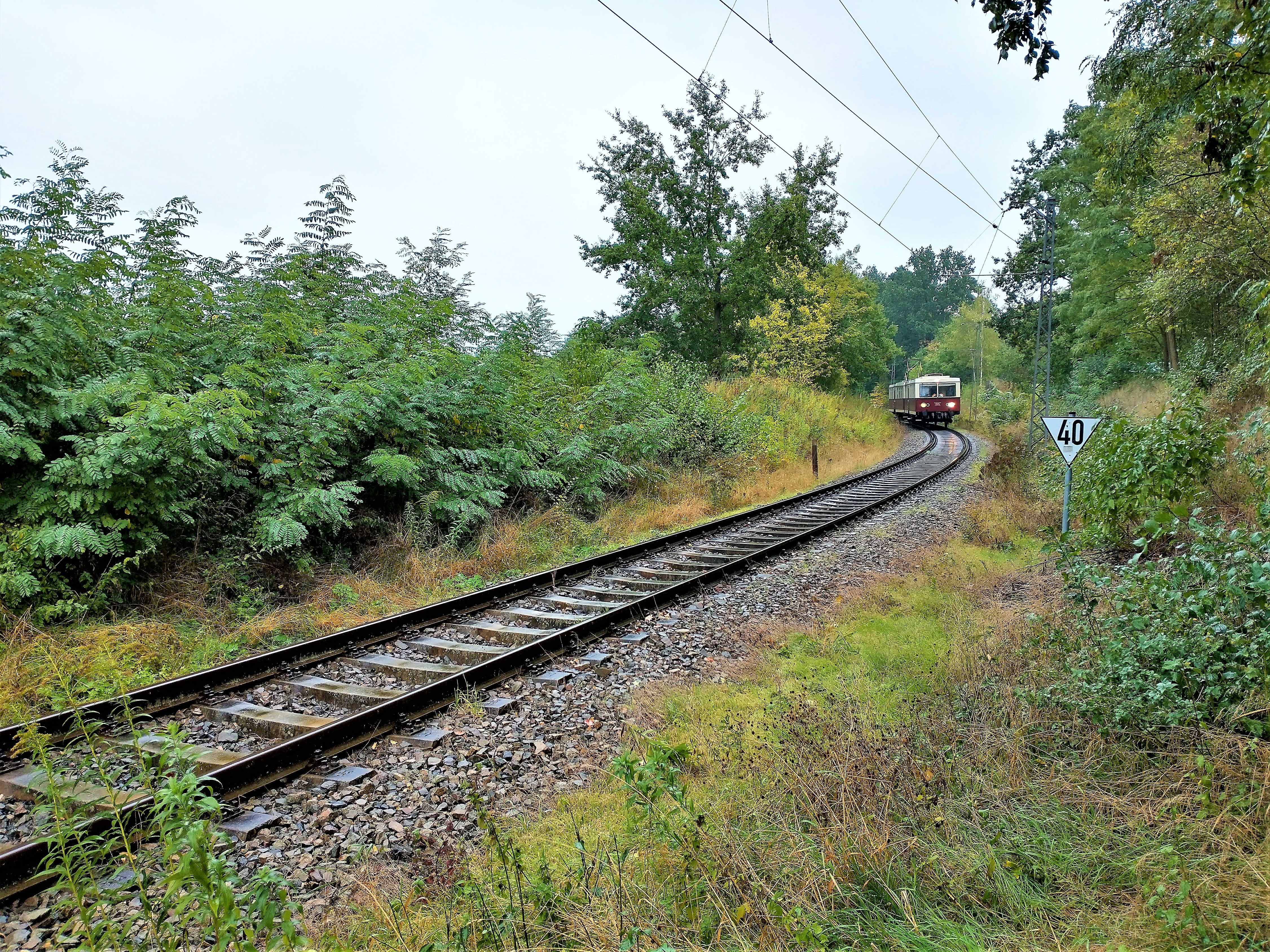
Krajobraz z trasy